# Ust-Ordynskij

Ust-Ordynskij (ryska Усть-Ордынский) är huvudort för distriktet Ust-Ordynska Burjatien, som tillhör Irkutsk oblast i Ryssland. Folkmängden uppgick till 14 401 invånare i början av 2015.